# Понуровка
Понуровка (понякога и Пануровка; на руски: Понуровка) е село в Стародубски общински окръг на Брянска област в Русия.
Идентификационният код на селото според Общоруския класификатор на обектите на административно-территориално деление (ОКАТО) е: 15250000119.
До 31.12.2019 г. село Понуровка е било административен център на Понуровското селско поселение (вид община от множество малки населени места). Със закон на Брянската областна дума от 29.05.2020 г., влязъл в сила на 01.08.2020 г., село Понуровка е включено в състава на ново основания Стародубски общински окръг.

## География
Намира се в южната част на Брянска област на разстояние около 22 км юг-югоизток по права линия от административния център на общината –– град Стародуб. През селото минава река Рьовна.

## История
Село Понуровка е създадено между 1660 и 1670 г. като слобода на преследвани разколници – старообрядци –, избягали от историческата област Велика Рус (днес: Североизточна Русия, в общи линии, територията на някогашното Владимирско-Суздалско княжество). Към момента на основаването си, селото се е намирало в във Втора полкова сотня (административно-териториалната, съдебна и войскова единица) на Стародубския полк, на 26 верста южно от град Стародуб по стария пощенски път Стародуб–Новгород-Северски.
В началото на 1680-те години старообрядците са изселени от стародубския полковник Семьон Самойлович (син на хетмана на Казашкото хетманство и Левобрежна Украйна – Иван Самойлович), който купува село Понуровка като свое лично владение. След смъртта на Семьон на 25-годишна възраст селото преминава в ръцете на брат му Яков, който по-късно е заточен със семейството си в Сибир.
Скоро след това Понуровка става владение на хетмана Иван Мазепа. С хетмански универсал (указ) от 15.11.1693 г. хетманът предоставя Понуровка като феодално владение на стародубския полковник и благородник – Михаил Андреевич Миклашевски. След попадането на Казашкото хетманство под протектората на Московското царство, московският цар Петър I издава царска дарствена грамота от 19.04.1696 г., с която потвърждава феодалния статус на селото спрямо рода Миклашевски, който бил установен от хетманския указ. На 10.08.1704 г. хетман Иван Мазепа издава потвърждаващ универсал (указ). През 1706 г. Михаил Миклашевски е убит край полския град Несвиж в битка срещу шведите по време на Великата северна война. Многобройните му имоти са разделени между по-големите му синове Андрей и Степан. Понуровка се пада на Андрей Миклашевски. Това е потвърдено с хетмански универсал (указ) на хетман Иван Скоропадски от 14.12.1710 г. Разделението обаче е временно, тъй като техният полубрат Иван все още не е навършил пълнолетие. Затова е насрочена втора подялба на имотите, която обаче се състои едва 1741 г., когато вече Иван е бил починал. Неговите права приема сина му Павел, който успява да постигне прехвърлянето на Понуровка на негово име от Генералния съд. Така Павел Иванович Миклашевски става основател на Понуровския клон на рода Миклашевски.
След смъртта на Павел Иванович Миклашевски селото преминава в ръцете на вдовицата му Елена Даниловна (по баща Новицка). По това време Понуровка вече е доста значимо село с „две дървени църкви, а трета каменна е (на мястото на старата, самостояща) близо до дома на владетеля (който се възстановява). Този жилищен дом е на рода Миклашевски, състоящ се от два етажа с 12 покоя. […] Поданиците на Миклашевски са 102 двора, 116 къщи, 12 от които без двор (общо 128 жители)“.
Битът на понуровските селяни в края на XVIII век е типичен за селското население на Стародубския полк по него време: „Жителите се задоволяват с дървата за строителство (на колибите си) и огрев на господаря си, близо до селото (които обаче не са съвсем достатъчни). Те разполагат със средно-добри обработваеми земи и сенокосни ливади. (Всички жители съвместно) трудят се в хлебоземеделието (и за прехраната си и за продан в Стародуб, а родените тук кълчища отдават на земевладетеля си срещу заплащане, а понякога ги продават или там на място, или на новоприселили се в слободата разколници, или на купувачи от Стародуб.“
След смъртта и на Елена Даниловна синът ѝ Михаил наследява Понуровка. Михаил Павлович Миклашевски (1756-1847 г.) живее дълъг и изпълнен със събития живот. Като младеж под командването на Александър Суворов участва в руско-турските войни (1787–1791 г.). На 33-годишна възраст той вече е полковник от кавалерията. Във Френско-руската война от 1812 г. Михаил П. Миклашевски командва кавалерията на Екатеринославската губернийска армия. В продължение на няколко години заема постовете губернатор на Волинска губерния, Малоруска губерния и Новоруска губерния в състава на Руската империя, а също така сенатор в Управляващия сенат на Руската империя. След пенсионирането си Михаил П. Миклашевски заживява за постоянно в голямото си имение в Понуровка.
Между 1811 и 1815 г. Михаил П. Миклашвски построява в селото фабрика за сукно, в която наема селяни от околните села. Той и съпругата му – Анастасия Яковлевна Бакуринска (племенница на княз Александър Андреевич Безбородко – канцлер на Руската империя под Павел I) имат десет деца.
През 1847 г., на 91-годишна възраст, Михаил П. Миклашевски умира, без да остави завещание. Заради това, Понуровка първоначално става съвместна собственост на синовете му – Йосиф, Андрей, Павел и Иля. С течение на времето обаче за единствен собственик на селото е определен Йосиф Михайлович Миклашевски (1800–1868 г.). Подобно на баща си, той се отличава в службата още в младежките си години, а на 26-годишна възраст се пенсионира с чин полковник. През 1840 г. Иосиф М. Миклашевски служи като предводител на дворянството в град Елня, Смоленска губерния, но след смъртта на баща си окончателно се установява в Понуровка.
Докато успешно развива производството във фабриката за платове, Йосиф Михайлович Миклашевски по същото време построява аптека и болница с 30 легла в селото, като наема лекар на собствени разноски. Той дарява и нова сграда за създаването на начално училище. От брака си с Варвара Василевна Красно-Милашевичка (дърщеря на Василий Иванович Красно-Милашевич – губернатор на Киевската губерния) има четири деца – три дъщери и един син – Михаил, който по-късно наследява Понуровка.
Михаил Йосифович Миклашевски (1827–1911 г.) не тръгва по стъпките на дядо си и баща си, а избира държавната служба. Завършва право през 1847 г. Между 1854 и 1860 г. Миклашевски е избран за уездски дворянски предводител на Стародубския район. През 1860-те години той се установява в Понуровка. През 1875 г. Михаил построява в селото захарен завод (по-късно дестилерия), в която работят 330 работници от околните села. Захарта е изпращана в Москва и в Михайловския рафинерен завод, а меласата – в собствения винозавод на рода Миклашевски в село Рюхов.
Родът Миклашевски построили имение в края на XVIII и началото на XIX век (сега то е почти напълно разрушено), като от него се е запазил единствено трактът с камменната църква „Рождество на Пресвета Богородица“, построена от Миклашевски през 1778 г. Тук в края на XIX и началото на XX век служат свещениците Тросников, Левицки, Кузмински и др. В близост до църквата от 1860 г. функционира начално училище, в което се обучават до 50 деца. През 1897 г. в селото е открито училище за ограмотяване, а по-късно и губернийско училище.
От края на XVIII век Понуровка е част от едноименната волост.
От втората половина на XIX век в селото е имало пощенска станция и спестовна каса. Също така в Понуровка е бил разположен мирови съд, чийто участък включвал Куровска, Понуровска и Соловска волост.
Понуровка е земеделческо село, чието население през XVIII век е стабилно и наброява средно малко над 100 домакинства. През първата половина на XIX век обаче населението на Понуровка се увеличава значително поради създаването на фабрика за платове от Михаил Павлович Миклашевски. Удвоеното население на селото (до 205 домакинства през 1859 г.) се дължи главно на селяни от близките села, преселени от рода Миклашевски за да работят във фабриката. Към 1897 г. Понуровка се превръща в едно от най-големите селища на Стародубски уезд с 386 домакинства (2412 души). По същото време, през XIX век, Понуровка получава статут на малък град.
Семейство Миклашевски живее в селото до Руската революция от 1917.
В средата на XX век по времето на Руската съветска федеративна социалистическа република тук отварят колхозите „Червен октомври“, „Първи май“, „Червен земеделец“.
През август 2021 г. в село Понуровка е увековечен паметта на Михаил Павлович Миклашевски – правнук на Стародубския полковник Михаил Андреевич Миклашевски. Михаил Павлович Миклашевски е прекарал дълга част от живота си в него – там е създал фабрика за сукно, фабрика за преработка на цвеклова захар, църква, фелдшерски център, поща и спестовна каса. На местното гробище почиват и тленните му останки. Почитайки приносът му към развитието на селото, в гробищния парк е изграден нов кръст с паметна плоча, които са лично от началника на районната администрация Александър Подолний и осветени от отец Владимир.

## Население
През 1859 г. тук са преброени 205 домакинства, през 1892 г. – 362 (местчко в Стародубски уездна Черниговска губерния).
Броят на населението: 1484 души (1859 г.), 2294 души (1892 г.), 628 души през 2002 г. (руснаци 99 %), 550 души през 2010 г., 430 души през 2020 г.

## Администрация
До 31.12.2019 г. село Понуровка е било административен център на Понуровското селско поселение (вид община от множество малки населени места). Със закон на Брянската областна дума от 29.05.2020 г., влязъл в сила на 01.08.2020 г., село Понуровка е включено в състава на ново основания Стародубски общински окръг.
В процеса на оформяне на съвременната територия на селото в Понуровка се образуват така наречените „краища“ (квартали/махали): „Кривуша“; „Хуторец“; „Крючковка“; „Мисниковка“; междуселски път „Андреевичка“ – пътят за село Андрейковичи.

## Имение на Миклашевски
Имението „Понуровка“ е потомствено имение на владетелите (феодалите) на село Понуровка – рода Миклашевски. Господарският дом на имението (дворецът) е построен през 1804 г. от Павел Иванович Миклашевский (* 1724 –– † до 1773 г.) – внук на Стародубския полковник Михаил Андреевич Миклашевски. След смъртта му, имението се наследява първо от вдовицата му Елена Даниловна, родена Новицка, а след нея – през 1810 г. имението е наследено от синът им Михаил Павлович Миклашевски (* 1756 — † 1847 г.) .
На 15 октомври 1815 г. граф Николай Петрович Румянцев (канцлер на Руската империя) пише в свое писмо до сенатора Михаил Павлович Миклашевски:
| „ | „Аз самият съжалявам, че не заварих Ваше Превъзходителство в красивото село на Ваше Превъзходителство, и което, ако позволите така да се изразя, нямам право да наричам колибарско. Даже в чужди държави, където хората са свикнали повече, от колкото у нас, на хубави здания и да украсяват градските си имения с правилна архитектура – малко такива има, каквото е вашето. Съблазнен съм от домът, а също ме зарадва и изградената от вас фабрика; Вашето имение, разбира се, е едно от най-добрите в страната; който обича отечеството си и види, как сте се устроили, е длъжен да отбележи с удоволствие, че, когато Вие благоволите да му служите отлично, като сенатор, то ще се грижите освен това и за неговото благосъстояние като помешчик...“ | “ |

Архитектът на господарската къща в имението е неизвестен. Широкоразпространеното предположение, че къщата е проектирана от венецианския архитект Джакомо Кваренги – любимец на императрица Екатерина II и деен архитект в Санкт Петербург, Царско село и Москва – е (косвено) опровергано. Това предположение е подхранвано от факта, че къщата е построен във венециански стил и неговият портик, пропорциите на колоните, техните стройни силуети, скромността на декорацията на стените (отсъстват наличници на прозорците), размерът на прозорците и изразителността на акантовите капители са почти едно към едно прекопирани от плана на вилата на граф Валмарана в Лисиера (близо до Виченца в Северна Италия), проектирана от Андреа Паладио, чийто ученик е бил именно Джакомо Кваренги, който по него време твори в Русия.
Докато вилата „Валмарана“ днес е част от Списъка на световното наследство на ЮНЕСКО, то господарският дом на рода Миклашевски в Понуровка е разрушен по време на Октомврийската революция. Двете сгради са имали много общо помежду си. И в едната, и в другата сграда във фасадата има ниша, от която леко изпъква един портик с шест коринтски колони. От нишата се влиза директно в продълговата стая. Отляво има тясно стълбище към антресол, а отдясно са помещения за служители. Направо е обширна квадратна зала с два реда прозорци един над друг, която заема сърцевината на сградата; залата е засводена с подобие на огледален свод, изрисуван с живопис; в края на залата отляво и отдясно са входовете към продълговатите стаи. Казано накратко разпределението на стаите, дори техните пропорции и брой, съвпадат съвършено.
Цялото имение има античен вид, почти като „фрагмент“ от древна Елада.
Имението е разрушено почти изцяло през комунистическия режим в Руската съветска федеративна социалистическа република.

### Пътят до господарския дом
Имението е разположено на левия бряг на река Рьовна, която образувала изкуствено езерце. Описание от 1914 г. гласи:
| „ | Минава се покрай окаяно руско село с широки улици, мизерни колиби, кладенци с геранила и локви вода край тях, с увиснали върби, със зеленчукови градини, конопени храсталаци и плевници – изведнъж в далечината виждаш една белееща колонада, две крила по страните ѝ, параклис и църква – комплекс от постройки, отражаващи се в спокойната вода на езерце, обрасло с бурени и „татарски билки“. | “ |

През гирляндите от плачещи върби се вижда целият бял и строен ансамбъл от сгради.

### Интериор на господарския дом
След като се премине през обширно високо преддверие се стига до парадната Голяма зала. Залата е изрисувана с живопсни фрески, изобразяващи небето, което се вижда през отворената балюстрада. От високия таван, изрисуван с орнаменти, се спуска огромен полилей. Стените на залата са разчленени от колони в йонийски стил, носещи върху себе си арки на полукръгли венециански прозорци. Фризът е украсен с розети и меандри (в златист цвят върху пурпурно поле). Прелестните профили на корниза разделят стените на две части; горната част е декорирана с фини живописни пана с изгледи, разкриващи се от аркадната страна на сградата. Друг богат корниз увенчава стените на залата, а над него се намира огледален свод с широки клетки. Клетките са изрисувани с живопис, изобразяваща раковини, обкражени от лаврови листа. Във фриза на увенчаващия корниз има орнаменти от живопис, изобразяващ фестони, преплетени с панделки.
Сред предметите намиращи се в парадната зала, освен портрета на сенатора Михаил Павлович Миклашевски, могат да се споменат също портретът на император Александър I Блажени и неговата съпруга – императрица Елисавета Алексеевна – малки, но хубави портрети на императорската двойка, подарени на господаря на имението като спомен за посещението на императора в дома; присъства също така портрет на император Петър I и други. Залата е украсена и с много други портрети на роднини от рода Красно-Милашевичи, рода Бакурински, кактко и портрет на канцлера на Руската империя – граф и светлейши княз Александър Андреевич Безбородко, чиято племенница е била взета за жена от Михаил Павлович Миклашевски.
Към старинната мебел спадат кристални жирандоли във фина изработка: дрвчета, гирлянди и цели фонтани от различни кристали, с прекрасни вложки от цветно стъкло. Има и часовници – едните големи в английски стил, другите още по-интересни – монтирани върху бели мраморни колони, под формата на ротонда. Цялата къща е била буквално препълнена с прелестни бронзови, кристални и други предмети на изкуството, свидетелстват източници. Много от предметите са изработени от порцелан. Порцеланът е концентриран в трапезарията, където по стените са изложени само най-добрите порцеланови чинийни изделия от Порцелановия завод на рода Миклашевски, намиращ се в тяхното Волокитинско имение.
В гостната стая се намират чудесни чашки, канички, флакони, вазички, фигурки и други предмети, изпълващи витрините, етажерките и украсяващи ъглите на стаята. Освен това, в гостната има още два-три интересни портрета и един особено красив огромен полилей в стил на френския крал Луи XVI със сърцевина от зелено стъкло.
Вляво от гостната се намира спалнята, в която има една интересно декорирана ниша с колонада в йонийски стил (подобна на тая в древногръцкия храм „Ерехтейон“ в Атинския акропол), където висят картини на чудесни гледки от Италия и много копия на картини на най-добрите италиански майстори. Налични са също един часовник в стил английски ампир, старинен шкаф и жирандоли.

На горния етаж, изкачвайки се по тясно стълбище със старинни балюстри в антресола, се попада в „царството на уюта“. И тук, както и в онези пищни парадни стаи, има много старинни предмети – мебели от най-различна дървесина, портрети и картини в удивителни рамки, които буквално висят по всички стени; а чекмеджетата на шифониерите са напълнени със стари гравюри, литографии и картини от френско списание „Моден монитор“ („Moniteur de la Mode“) и от други списания от първата половина на XIX век. В шкафовете се съхраняват старинни дрехи, платове, шалове, дантели, бродерии – гардеробът от първата половина на XIX век.
- Настолен часовник в средата с два жирандола в страните
- Настолен часовник в средата с два жирандола в страните
- Настолен часовник в средата с по един жирандол и една ваза в страните
- Декоративно дравче от кристали
- Полюлей в Гостната стая

### Екстериор на господарския дом
Пред къщата е разположена кръгла цветна леха, заобиколена от пясъчни пътечки и изкусно подстригани дървета, украсяващи входа към къщата. Предната фасада на зданието разполага с колонада от шест коринтски колони и портик, както и с висока рампа с широко и полегато външно стълбище.
Встрани на централния тракт на къщата има две крила, леко издадени напред. Покрай страничните фасади на сградата минават две надлъжни алеи, като една от тях отвежда до църквата „Рождество на Пресвета Богородица“.
Задната страна на къщата разполага с приземна тераса от тип веранда, която е отворена към парково-градинска площ. Терасата е сравнително късно допълнение към къщата и не съответства на нейния стил, нито на духа на епохата, но придавала уют и прохладната сянка благодарение на решетъчния ѝ навес с лозови насаждения и шезлонзите под него. Съвременник пише: „толкова е приятно да се изтегнеш на шезлонга и да задремеш, слушайки шума на стария парк, да вдишваш аромата на липите, да се наслаждаваш на сладостта на селския живот, да вкусваш всичките дарове на полята, овощните градини, оранжериите и имението“.

#### Парк
Откъм задна страна на къщата има обширна кръгла парково-градинска площ, в центъра на която има цветна градина, а около нея – тревна площ, оградена от кръг широко разклонени дървета. По-нататък в парка зад къщата се намират оранжерии, в които се вият лозови насаждения, жълтеят кайсии и доозряват праскови. Зад оранжериите има тесни, уютни алеи и различни „любими“ места: тук са „Алеята на любовта“, „Зелената пещера“ (изкуствена),„Пещерата на въздишките“ (изкуствена) и т. н. Съвременник пише: „Връщайки се в къщата, седейки до прозореца на мецанина, човек може да се отдаде на мисли за всички богатства, разпръснати из равнините и горите на Русия“.
Освен това, в парка се намира и малко езерце с остров в него.
Цялата площ на парка надхвърляла 30 хектара.

В днешно време от парка не е останало много. Запазели са се овощните дръвчета и част от зрителните оси, както се вижда на любителски видео-репортаж от 18.11.2016 г. (тук). А езерцето днес се е превърнало в блато.
- Имението на рода Миклашевски в село Понуровка – втората сграда от ляво на дясно е господарският дом, а в крайно дясно – църквата „Рождество на Пресвета Богородица“ и отделностоящата камбанария.
- Църквата „Рождество на Пресвета Богородица“ през 2008 г. Вляво на снимката зад дърветата се вижда оцелялата пристройка към имението.
- Църквата „Рождество на Пресвета Богородица“ през 2014 г. Вляво на снимката зад дърветата се вижда оцелялата пристройка към имението.
- Съвременен вид на изкуственото езерце пред имението, 2021 г.

#### Библиоетка
Вляво от господарския дом, насред парка, край езерцето, се намира очарователен класически дървен параклис (построен 1831 г. в стил ампир), който по-късно бил преустроен като павилион (тип ротонда с колони), в който се помещавала библиотека, пълна с книги от началото на XIX век (около 3000 тома) с прекрасни подвързии: „Les Ruines de Palmyre" (на френски: Руините на Палмира) от 1753 г.; „Lettres sur l'Italie“ (на френски: Писма за Италия) от 1785 г.; „Une édition magnifique de Racine, Corneille, Voltaire“ (на френски: Едно великолепно издание на Расин, Корней, Волтер) от 1792 г.; „Traité élémentaire de la peinture“ (на френски: Основен трактат за живописта) на Леонардо да Винчи от 1803 г., „Les oeuvres de Palladio“ (на френски: Пълни произведения на Паладио) от 1675 г.; „Les Metamorphoses d'ovide“ (на френски: Метаморфозите на Овидий) от 1767 г.; и много други, предимно френски, „покровители на интелекта и вкуса от миналото“.

### Църкви към имението
Към имението принадлежат две църкви.

#### Църква „Св. Троица“ („Св. Александър Невски“)
В труда „Историко-статистическо описание на Черниговска епархия“ от 1873 г. се посочва, че църквата „Св. Троица“ е основана през 1678 г. и първоначално е била издигната в друга част на село Понуровка. През 1745 г. той е обновен, а през 1831 г. е преместен по волята на сенатор и губернатор Михаил Павлович Миклашевски край гроба на най-големия му син Александър насред гробищния парк в селото и църквата е преименувана на „Св. Александър Невски“. При препострояването му на гробищния парк са предприети някои промени във външния му вид в стил ампир. В криптата на параклисът по-късно е погребан и самият Михаил Павлович Миклашевски.

По време на комунизма в Руската съветска федеративна социалистиеска република, параклисът e изоставен и постепенно се руши. Той е построен изцяло от дърво и е запазен до днес, но се намира в крайно окаяно състояние, малко преди да рухне, както се вижда на любителско видео от 2020 г. (тук) и на снимки.
- Гробищния парк с останките на полуразрушения дървен параклис „Св. Александър Невски“, 2021 г.
- Гробищния парк с останките на полуразрушения дървен параклис „Св. Александър Невски“, 2021 г.
- Полуразрушения дървен параклис „Св. Александър Невски“, 2021 г.

В непосредствена близост до параклиса, под чиито руини се намират гробовете на някои членове на рода Миклашевски, през 2021 г. е създаден паметник на Михаил Павлович Миклашевски по инициатива на директорката на Стародубския краеведчески музей и с финансовата поддръжка на Стародубската общинска окръжна администрация. Критици се възмущават, че вместо да се възстанови параклиса и да се намерят и укрепят самите гробове на рода Миклашевски, които са затрупани някъде под руините на параклиса, се изгражда просто паметник.

#### Църква „Рождество на Пресвета Богородица“
В непосредствена близост до някогашната господарска къща се е намирала и църква – църквата „Рождество на Пресвета Богородица“, която също е оцеляла до днес. Тя е построена през 1778 г. в стил наришкински (московски) барок от Елена Даниловна Миклашевска. Нейните архитектурни форми са прости, детайлите са малко, но тя се сливала са параклиса и някогашната господарска къщата в един уникален архитектурен ансамбъл. В нея се е съхранявало рядко срещано евангелие от времето на Алексей Михайлович Миклашевски, както и евангелия от 1678 г, 1694 г. и 1759 г.
По времето на така нареченото Размразяване при Хрушчов, камбанарията на църквата била взривена. С тухлите от камбанарията било решено да се павира една от улиците на селото. Православните хора гледали с болка в сърцето на случващото се кощунство. Относно сградата на църквата не са били предприети активни действия за разрушаването ѝ, тя е била оставена нестопанисванана произвола на съдбата, разпадайки се с течение на времето. Този процес на разпад може да се проследи във времето, започвайки със снимки от 1942 г., минавайки през окаяното състояние през 1980 г. и се стигне до полуразрушеното вече състояние с голи стени през 2008 г.

След перестройката и падането на комунистическия режим, запазените стени на църквата дават възможност да се започнат реставрационни работи, които са поискани от жителите на село Понуровка и околността. Инициативата е подкрепена през 2005 г. районната администрация. Реставрацията на църквата е завършена през 2019 г., когато тя е осветена и отново става действащ храм. В църквата се връщат оригиналните стари икони на Богородица Троеручица и Иисус Христос, които, наред с няколко други, по чудо оцеляли при затварянето на църквата през комунистическия режим.
- Църквата „Рождество на Пресвета Богородица“ през 1942 г.
- Църквата „Рождество на Пресвета Богородица“ през 1942 г.
- Църквата „Рождество на Пресвета Богородица“ през 1942 г.
- Църквата „Рождество на Пресвета Богородица“ през 1958 г.
- Църквата „Рождество на Пресвета Богородица“ през 2008 г.
- Църквата „Рождество на Пресвета Богородица“ през 2017 г. след нейната реставрация.

### Съвременен вид
Имението като комплекс е разрушено почти изцяло през Октомврийската революция 1917 г. и последвалия комунистически режим в Руската съветска федеративна социалистическа република. 
Господарският дом е разрушен дори съвсем изцяло още по време на революцията през 1917 г. До днешно време (2020 г.) от него е оцеляла единствено еднa пристройка (крило), в което някога са били настанявани гостите на Миклашевски, а днес в нея се намира медицинският център на селото.
От парка са се запазили овощните дръвчета и част от зрителните оси, както се вижда на любителски видео-репортаж от 18.11.2016 г. (тук).
Параклисът, който е построен изцяло от дърво, е запазен до днес, но се намира в крайно окаяно състояние, малко преди да рухне, както се вижда на любителско видео от 2020 г. (тук).
Относно църквата „Рождество на Пресвета Богородица“, то през комунистическия режим, нейната камбанария била взривена, а основната сграда на храма е оставена нестопанисвана и се е разпадала с течение на времето. След перестройката и падането на комунистическия режим, запазените стени на църквата дават възможност да се започнат реставрационни работи, които са поискани от жителите на село Понуровка и околността. Инициативата е подкрепена през 2005 г. районната администрация. Реставрацията на църквата е завършена през 2019 г., когато тя е осветена и отново става действащ храм. В църквата се връщат оригиналните стари икони на Богородица Троеручица и Иисус Христос, които, наред с няколко други, по чудо оцеляли при затварянето на църквата през комунистическия режим.